# 张瑞鹏
张瑞鹏（1961年12月—），山西省和顺县人，中华人民共和国官员，中国共产党党员，曾任山西省政协副主席。

## 生平
张瑞鹏大学毕业于山西大学中文系汉语言文学专业。他1982年9月参加工作，长期在中共山西省委任职。曾任中共山西省委办公厅督查室副主任、正处级督查员、督查室主任、省委副秘书长、政研室主任。2013年4月出任山西省文化厅厅长，2016年9月卸任。2016年10月出任中共山西省委常务副秘书长。他还兼任中共山西省委办公厅主任、中共山西省委新闻发言人。
2018年1月，当选山西省政协副主席。2023年1月，届满卸任山西省政协副主席。